# قلعة جك
قلعة جك (بالتركية: Kalecik)‏ هي بلدة ومُديريَّة تقع في ولاية أنقرة بتركيا. تصل مساحتها إلى 1340.5 كم²، وترتفع عن سطح البحر حوالي 725 م.